# Глаубург
Глаубург (нім. Glauburg) — сільська громада в Німеччині, знаходиться в землі Гессен. Підпорядковується адміністративному округу Дармштадт. Входить до складу району Веттерау.
Площа — 12,67 км2. Населення становить 3064 ос. (станом на 31 грудня 2020).